# M/S Korsön

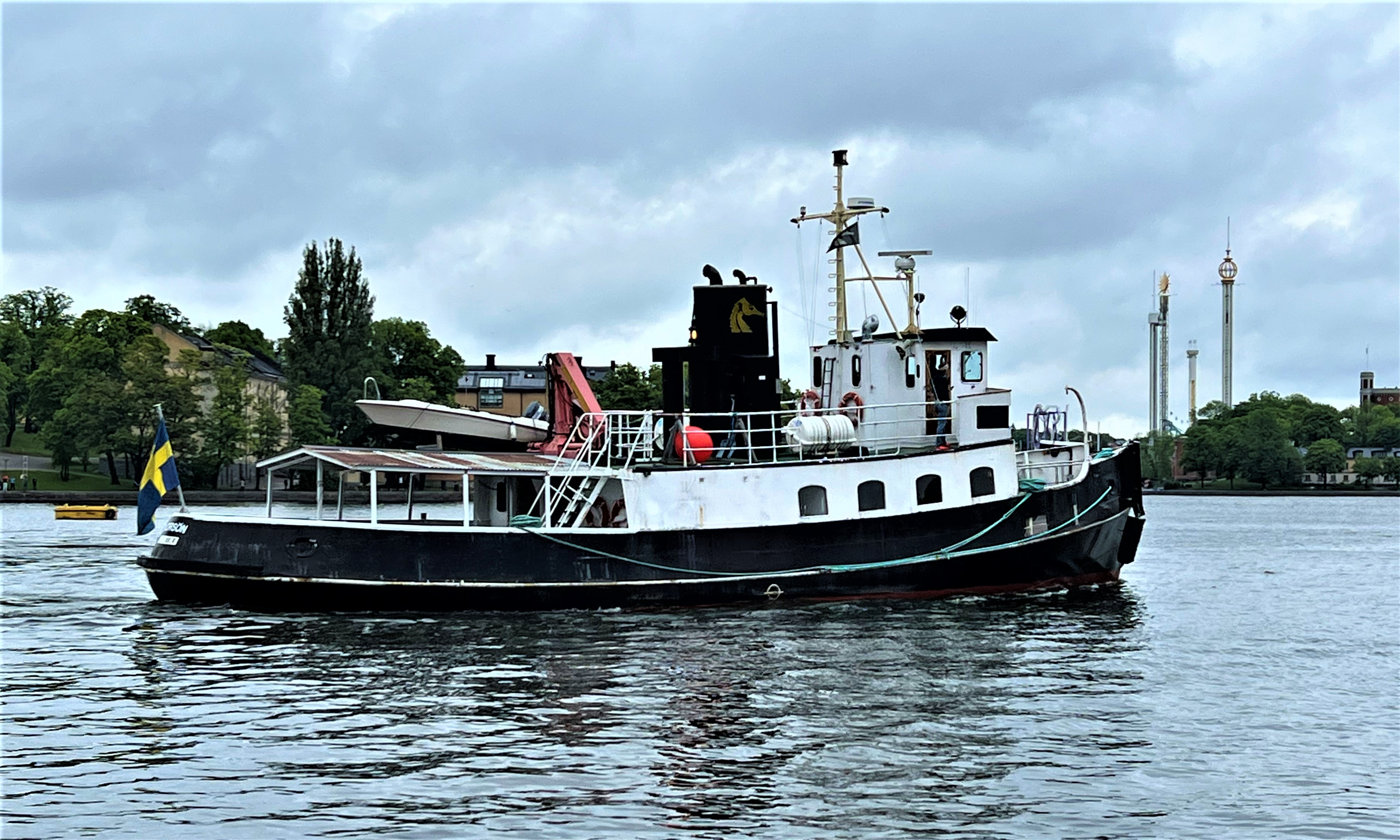
M/S Korsön i Stockholms ström

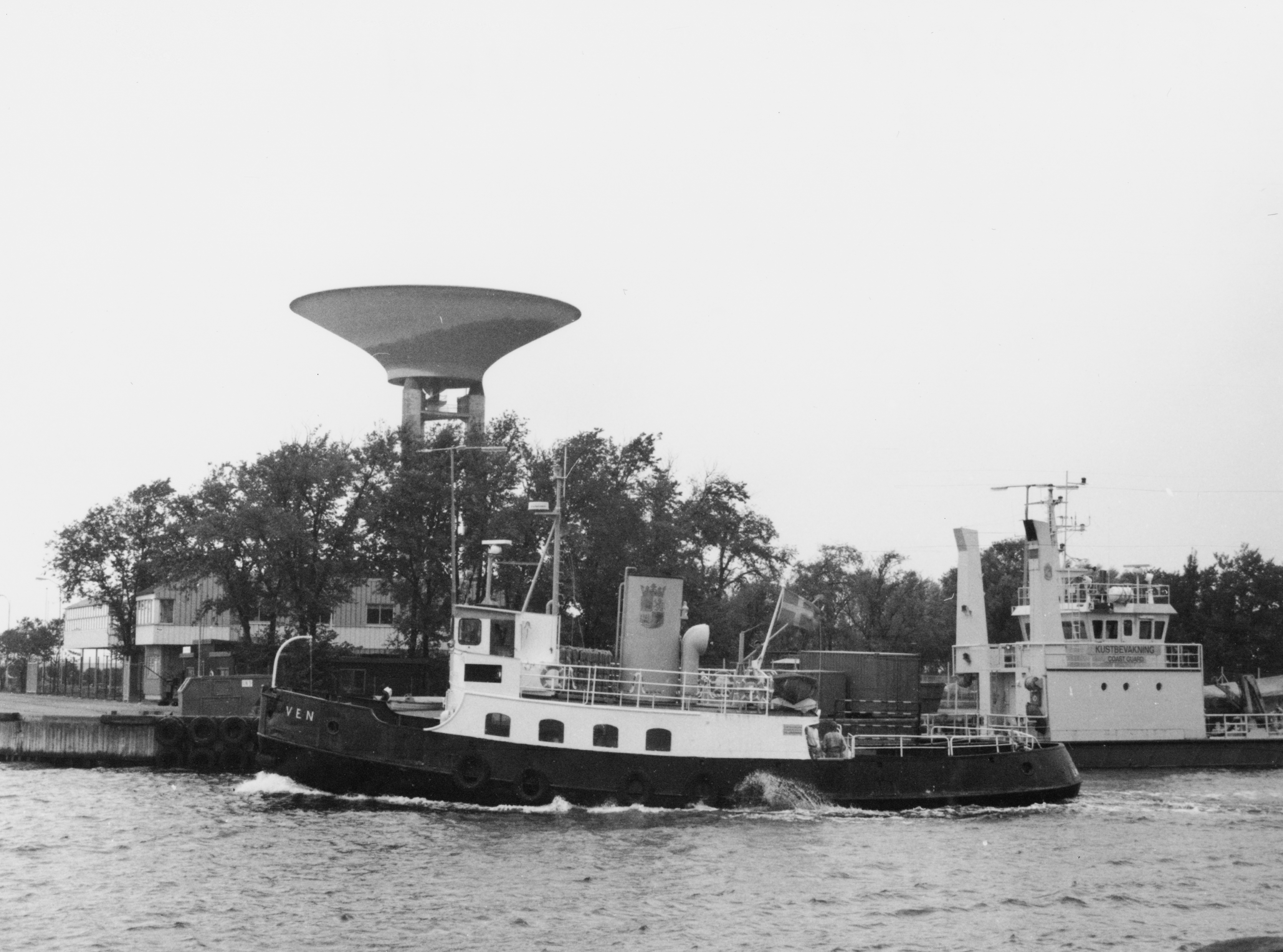
Fartyget före 2002 då kallat M/S Ven i Landskrona hamn

M/S Korsön är ett k-märkt svenskt motorfartyg.
Korsön byggdes i Landskrona 1939 som det kombinerade bogser- och passagerarfartyget Ven för Landskrona stad och trafikerade rutten Landskrona – Ven 1939–2002. Hon byggdes om till passagerarfartyg 1962. Fartyget såldes till Sandhamns Båttaxi 2002 och döptes om till Korsön. Hon har bytt ägare några gånger under 2000-talet och ägs sedan 2017 av Antrophia Rederi AB.  